# Kabinett Klüber
Das Kabinett Klüber  bildete vom 6. Juni 1849 bis zum 26. Oktober 1850  die Landesregierung von Baden.
| Amt                               | Name                                                              |
| --------------------------------- | ----------------------------------------------------------------- |
| Äußeres und großherzogliches Haus | Friedrich Adolf Klüber                                            |
| Inneres                           | Adolf Freiherr Marschall von Bieberstein seit dem 21. Juni 1849   |
| Justiz                            | Anton von Stabel seit dem 8. Juni 1849                            |
| Finanzen                          | Franz Anton Regenauer seit dem 21. Juni 1849                      |
| Krieg                             | August Franz Xaver Freiherr von Roggenbach seit dem 16. Juni 1849 |